# خوسيه رودولفو رييس
خوسيه رودولفو رييس (بالإسبانية: José Rodolfo Reyes)‏ (25 فبراير 1988 في المكسيك - ) هو لاعب كرة قدم مكسيكي في مركز الهجوم. لعب مع نادي تيكوس.

## وصلات خارجية
- خوسيه رودولفو رييس على موقع قاعدة بيانات كرة القدم.إي يو (الإنجليزية)
- خوسيه رودولفو رييس على موقع Soccerway.com (الإنجليزية)